# Ermera
Ermera – miasto w Timorze Wschodnim; w dystrykcie Ermera; 13 559 mieszkańców (2008). Piąte co do wielkości miasto kraju.